# Polycentropus cinereus
Polycentropus cinereus là một loài Trichoptera trong họ Polycentropodidae. Chúng phân bố ở miền Tân bắc.